# Gladia Solaria
Gladia Solaria, inicialmente conocida como Gladia Delmarre, es un personaje de ficción de las novelas sobre robots del escritor estadounidense de origen ruso Isaac Asimov. 
Su primera aparición se produce en la novela El sol desnudo, la cual sitúa la acción en Solaria, un planeta en el que habitan miles de robots por cada ser humano y en que la mayoría de las personas no pueden tolerar la presencia de otros humanos a su alrededor. Cuando el marido de Gladia es asesinado, ella se convierte en la principal sospechosa ya que las convicciones de él nunca habrían permitido que cualquier otra persona estuviese cerca físicamente.
Después de que Elijah Baley resuelve el caso de asesinato, Gladia se marcha al planeta Aurora, en el cual la presencia de robots y humanos es mucho más equilibrada en número y en el que no existe el tabú sobre la interacción física con otros humanos.
En el siguiente libro, Los robots del amanecer, Elijah y Gladia se encuentran de nuevo en el planeta Aurora y se convierten en amantes.
En Robots e Imperio, Gladia conoce y se enamora de un descendiente en séptima generación de Elijah Baley (D.G. Bayley, siendo la "D" del robot Daneel y "G" del robot Giskard) y como consecuencia decide ir a la Tierra y trabajar en busca de la paz entre espaciales y colonos.
Finalmente pudiera haber una posible mención a ella en Fundación y Tierra cuando se habla de la historia de una legendaria nave espacial donde viajaba una mujer espacial que se acaba enamorando de un capitán colono.
- Datos: Q3771850